# 奧爾洛韋 (維索科皮利亞區)
47°27′47″N 33°13′34″E / 47.46306°N 33.22611°E
奧爾洛韋（烏克蘭語：Орлове）是位於烏克蘭南部的村莊，由赫爾松州貝里斯拉夫區的科丘貝伊夫卡市鎮負責管轄。該村始建於1870年，面積18.8平方公里，海拔高度76米，2001年人口653，人口密度每平方公里34.7人。